# Елта
Е́лта, Я́лта (ингуш. Я́лат, Е́лат) — в вайнахской мифологии, одноглазый бог охоты и урожая, защитник лесных животных и людей.
Сын верховного бога Делы, брат Тушоли и Эштра.
Я́лат (Елат) — в переводе с ингушского языка «зерно». Символ Елты — пшеничное зерно. Его называли «Дели Елта» (сын Делы). Мог принимать облик белого оленя. Каждое животное имело его метку. Ему подчинялись как животные, так и лесные люди (хьун-саг, вочаби, хьунан йоI).

## Культ
Легенда «Как Елта стал одноглазым» повествует, как сын демиурга, желая быть независимым, помог мальчику вырастить пшеницу. За это отец наказал его, лишив глаза. В дальнейшем просить урожая стали у богов-покровителей своего рода. Возникновение культа бога охоты, объясняется тем, что для чеченцев в период неурожая, охота являлась чуть ли не единственным источником пропитания.
Всякий охотник перед охотой непременно обращался к нему с мольбою о помощи, просил, чтобы он не отгонял от него зверей, а после охоты приносил ему в жертву рога убитого зверя.
выстрелить в этого оленя, стрелок мгновенно поражался слепотой.
Имя бога Елты не произносили после захода солнца. Днем его предпочитали называть какими-нибудь другими обыденными именами. Мест поклонения, святилищ, часовен и других сооружений в его честь не имелось.
«Дэла-Елта (Божий Елта), выпусти ты мне зверя!» — говорит охотник, выходя из дому на охоту.
«Дай Бог, чтобы Божий Елта дал тебе зверей». — говорит охотнику всякий встречный.
Б. К Далгат записал слова жреца Ганыжа, о боге Елте:

«Он собирает у себя в лесу всех зверей, как хозяин собирает своё стадо. У каждого зверя есть метка (тавро) Елты. Я сам убил 13 штук туров, говорил мне Ганыж. и уши у них были мечены Елтою».

## Легенды и предания

#### Итар Этиев и Елта
Охотник Итар Этиев убивал очень много зверей. Однажды, он вернулся с охоты, и разделав тушу убитого тура присел отдохнуть. И тут он услышал голоса. Это был разговор лесных людей (хьунсаг, вочаби).
Первый хьунсаг сказал:
«— Я одолжил тебе своих туров чтобы ты мог помолоть зерно, но назад ты не вернул ни одного!».
Второй ответил:
«Ты прислал трех и я отправил назад всех!».
Первый возразил:
«— Я получил только двоих».
На что второй хьунсаг ответил:
«— Там был Итар, и наверное, он убил одного тура».
Услышав это, первый хьунсаг проклял охотника Итара, сказав:
«— Дай Боже, потомки Итара не будут такими же хорошими охотниками, как он!».
Внутри рога убитого тура Итар нашел три пшеничных зерна (пшеничное зерно — символ бога Елты). С тех пор Итар не отважился убить ни одного зверя.
Жрец Ганыж добавил, что проклятье лесных людей настигло Итара и сколько он помнил, Этиевы были бедны и им всегда чего-то не хватало.
(см. оригинал текста Далгат Б.К «Первобытная религия ингушей и чеченцев» стр.161)

#### Начхо и Елта
В старину жил некий Начхо. Во время охоты он завидел пасущихся оленей, между которыми был один красивый белый олень. Нахчо прицелился, чтобы убить его, но внезапно ослеп. Оленем был сам Елта, наблюдавший за своим стадом оленей. Место это и теперь ещё называется Начхойн баргиждеин мотт (место, где ослеп Начхо).

#### Как Елта стал одноглазым
В давние времена люди жили ближе к богам, и при надобности могли пойти к ним и попросить их о том, в чем нуждаются. Однажды, сын обедневшей вдовы пошел к верховному богу Дели просить помощи. Но приближенные бога увидев мальчика в лохмотьях, не допустили его к богу и прогнали. Опечаленный мальчик возвращался домой и встретил на своем пути Елту — сына Дели. Расспросив мальчика, Елта решил помочь ему и выполнить любую его просьбу. Мальчик попросил хорошего урожая пшеницы. Елта исполнил его просьбу. У вдовы и ее сына уродился хороший урожай, а у всех соседей пшеница погибла. Это увидели приближенные Дели и доложили ему.
Разгневался Дели и приказал богине вьюг Фурки (Дарза-нане) погубить урожай мальчика. Елта предупредил мальчика и велел убрать хлеб. Когда мальчик с матерью собрали весь хлеб, пошел сильный дождь и уничтожил все посевы соседей, а их хлеб остался целым. Дели узнал об этом разгневался ещё больше. Он снова вызвал Дарза-нану и велел поднять сильный ветер и уничтожить пашню мальчика. И снова Елта предупредил мальчика и пашня осталась невредимой. Еще больше разгневался Дели, когда ему донесли об этом и сделал так, чтобы у всех жителей с каждого тока получалось только по одной мерке хлеба. Елта, узнав об этом, предупредил мальчика, чтобы он обмолачивал свой хлеб не сразу, а по одному снопу. Мальчик поступил так как велел Елта и получил от каждого снопа по одной мерке хлеба, в то время как у соседей почти ничего не было. У него уродилось столько много хлеба, что он раздал его нуждавшимся соседям. Когда Дели узнал, что и в четвертый раз все пошло не по его воле, он приказал позвать к себе Елту и мальчика. Когда мальчик рассказал Дели обо всем, тот лишил Елту глаза. с тех пор бог Елта стал одноглазым.
(см. оригинал текста Далгат Б.К «Первобытная религия ингушей и чеченцев» стр.175)